# Гречаный, Евстафий Петрович
Евстафий Петрович Гречаный (3 сентября 1904 года, с. Капустянка, Одесский уезд, Херсонская губерния — 15 февраля 1959 года, Москва) — советский военный деятель, генерал-майор (29 января 1943 года).

## Начальная биография
Евстафий Петрович Гречаный родился 3 сентября 1904 года в селе Капустянка ныне Савранского района Одесской области Украины.

## Военная служба

### Довоенное время
13 ноября 1926 года призван в ряды РККА и направлен в 283-й стрелковый полк (95-я стрелковая дивизия, Украинский военный округ), дислоцированный в г. Ананьев. По окончании полковой школы в ноябре 1927 года назначен командиром отделения в составе того же полка, а в июне 1928 года переведён в 285-й стрелковый полк, где служил командиром отделения, помощником командира взвода сверхсрочной службы и старшиной роты. В сентябре 1930 года направлен на учёбу на ускоренный курс Одесской пехотной школы, после окончания которого в сентябре 1931 года вернулся в полк, где после чего служил командиром взвода.
В ноябре 1931 года назначен командиром взвода в Управлении начальника работ № 2, а с августа 1933 года служил в 286-м стрелковом полку (96-я стрелковая дивизия), дислоцированном в пгт. Литин, командиром учебного взвода, стрелковой и учебной рот и начальником полковой школы. Постановлением ЦИК СССР от 16 августа 1936 года Евстафий Петрович Гречаный за успехи в боевой подготовке награждён орденом «Знак Почёта».
В августе 1937 года направлен на учёбу в Военную академию имени М. В. Фрунзе, после окончания которой 27 сентября 1939 года назначен на должность помощника начальника оперативного отдела штаба 49-го стрелкового корпуса.
В августе 1940 года Е. П. Гречаный направлен в распоряжение отдела спецзаданий Разведывательного управления Генштаба Красной армии и в октябре направлен в спецкомандировку в Китай.

### Великая Отечественная война
С началом войны Е. П. Гречаный находился в командировке в Китае на должности военного советника при командующем армейской группой.
В июле 1942 года вернулся в СССР, после чего назначен на должность начальника штаба 14-й гвардейской стрелковой дивизии, находившейся на пополнении в составе 63-й армии резерва Ставки Верховного Главнокомандования. В период с 10 по 13 августа дивизия была передислоцирована в район станицы Букановская, после чего с 20 августа вела боевые действия западнее города Серафимович, а с 19 ноября — в контрнаступлении под Сталинградом и Среднедонской наступательной операции. С 24 декабря 1942 года подполковник Е. П. Гречаный исполнял должность командира этой же дивизии, которая освободила ст. Боковская и г. Морозовский.
С 10 января 1943 года Гречаный лечился в госпитале по болезни и после выздоровления с 20 апреля того же года находился в распоряжении Главного управления кадров НКО, а с 23 мая — в распоряжении Военного Совета Юго-Западного фронта, где 27 июня назначен на должность заместителя начальника штаба по ВПУ 1-й гвардейской армии, после чего принимал участие в боевых действиях в ходе Изюм-Барвенковской наступательной операции и освобождении Левобережной Украины.
17 августа 1943 генерал-майор Е. П. Гречаный назначен на должность командира 6-й стрелковой дивизии, которая принимала участие в боевых действиях по освобождению г. Змиев, Днепропетровска и Днепродзержинск, а также форсированию Днепра. 9 ноября генерал-майор Е. П. Гречаный был освобождён от занимаемой должности, после чего находился в распоряжении Военного совета 3-го Украинского фронта и вскоре назначен на должность заместителя командира 50-й стрелковой дивизии, которая вскоре принимала участие в боевых действиях в ходе Кировоградской наступательной операции.
7 февраля 1944 года назначен на должность командира 409-й стрелковой дивизии, которая вскоре принимала участие в боевых действиях в ходе Уманско-Ботошанской, Ясско-Кишиневской, Дебреценской, Будапештской, Братиславско-Брновской и Пражской наступательных операциях.

### Послевоенная карьера
В июне 1945 года генерал-майор Е. П. Гречаный назначен на должность командира 25-й гвардейской стрелковой дивизии.
С июня 1946 года находился в распоряжении Военного совета Киевского военного округа, затем Управления кадров Сухопутных войск и в ноябре того же года был прикомандирован к Военной академии имени М. В. Фрунзе для использования на преподавательской работе, где в ноябре 1947 года назначен на должность старшего преподавателя по оперативно-тактической подготовке тактического руководителя учебной группы основного факультета, в ноябре 1949 года — на должность старшего преподавателя кафедры общей тактики, а в июле 1951 года — на должность старшего преподавателя кафедры тактики высших соединений.
Генерал-майор Евстафий Петрович Гречаный 7 мая 1954 года вышел в запас. Умер 15 февраля 1959 года Москве. Похоронен на Введенском кладбище.

## Награды
- Два Ордена Ленина (28.04.1945, 13.06.1952);
- Два ордена Красного Знамени (05.11.1942, 30.04.1947);
- Орден Суворова 2 степени (26.10.1943);
- Орден Богдана Хмельницкого 2 степени (28.04.1944);
- Орден Красной Звезды (03.11.1944);
- Орден «Знак Почёта» (16.08.1936);
- Медали.

Иностранные награды:
- Орден Китайской Республики V степени;
- Медаль «Почётный гражданин г. Братиславы»